# LEB Tm 2/2 1
Le locotracteur Tm 2/2 no 1 est un tracteur de manœuvres de la compagnie du chemin de fer Lausanne-Échallens-Bercher.

## Description

### Contexte
Le locotracteur Tm 2/2 1 a été construit en 1966 pour les Deutschen Kraftfutterwerke basés à Düsseldorf en Allemagne. Il était alors à bogie à voie normale. Son constructeur le rachète en 1984, change le moteur et la transmission l'adapte en voie métrique et le vend au LEB.
Il est utilisé au dépôt et à la gare d'Échallens lors de la manutention des voitures ainsi que pour déplacer les différents véhicules du parc dans les ateliers d'entretiens.
le  Tm 2/2 1 est le premier locotracteur à moteur thermique assurant la manœuvre hors de Lausanne. En effet, les précédents tracteurs de la compagnie du LEB, basés sur d'anciennes caisses des Tramways lausannois, stationnaient principalement à la gare de Lausanne-Chauderon et étaient électriques. 
Jusqu'en 1971, la compagnie assure aussi le trafic de marchandises par le rail. Aussi, deux locotracteurs électriques ont assuré la manœuvre à cet effet dans cette gare. Il fallait en effet décrocher les wagons marchandises du train arrivant de Bercher ou Échallens pour les atteler au locotracteur Xe 2/2 751 ex TL qui assurait l'acheminement du convoi jusqu'à la gare de Lausanne-Sébeillon là où leur contenu était transféré sur des trains CFF Cargo. Ces deux locotracteurs étaient, de 1940 à 1957, le Te 2/2 1 d'une puissance de 2x15 kW ex Xe 2/2 405 des TL puis de 1957 à 1970 le Te 2/2 2 d'une puissance de 2x18 kW construit à partir du Te 2/2 1 ainsi que du Xe 2/2 402 des TL. Tout comme le Xe 2/2 751 ces tracteurs sont cantonnés à rester entre la gare de Lausanne-Sébeillon et celle de Lausanne-Chauderon. En effet, ils sont prévus pour fonctionner sur le réseau électrique des TL qui est alimenté en 750 V courant continu et ne supportent donc pas la tension plus élevée de 1 500 V courant continu qui alimente la ligne dès Montétan.
Le Tm 2/2 1 est prévu exclusivement à la manœuvre et ne peut toutefois pas remorquer un train en panne sur la ligne. Pour cela, un second locotracteur plus puissant est utilisé, le Tm 2/2 2.
Au mois de juillet 2024, Le Tm 2/2 1 fut revendu puis transféré au Train du Bas-Berry.

## Sources